# Juárez kommun, Coahuila
Juárez är en kommun i Mexiko.   Den ligger i delstaten Coahuila, i den centrala delen av landet, 900 km norr om huvudstaden Mexico City. Antalet invånare är 1 393. Arean är 2 971 kvadratkilometer.
Terrängen i Juárez är platt åt sydost, men åt nordväst är den kuperad.